# Phenax grossecrenatus
Phenax grossecrenatus är en nässelväxtart som beskrevs av Ellsworth Paine Killip. Phenax grossecrenatus ingår i släktet Phenax och familjen nässelväxter. Inga underarter finns listade i Catalogue of Life.